# Rhytidoponera chnoopyx
Rhytidoponera chnoopyx é uma espécie de formiga do gênero Rhytidoponera.